# 安陆府
安陆府，元朝时设置的府。

安陆府在湖北省的位置（1820年）

至元十五年（1278年）升郢州置，治所在长寿县（明朝改钟祥县，今湖北省钟祥市）。属河南江北等处行中书省。辖境相当今湖北省钟祥、京山、天门、潜江等市县地。明朝初年，降为安陆州，嘉靖年間以明世宗潛邸，改稱承天府。清朝顺治三年（1646年）复以承天府为安陆府。辛亥革命后，全国废府，遂废而改县。

## 外部連結
[在维基数据编辑]
 《欽定古今圖書集成·方輿彙編·職方典·安陸府部》，出自陈梦雷《古今圖書集成》